# Wijnrode vezelkop
De wijnrode vezelkop (Inocybe adaequata) is een schimmel behorend tot de familie Inocybaceae. Het vormt ectomycorrhiza met loofbomen- en struiken. Hij komt voor in loof- en gemengde bossen, parken, botanische tuinen, tussen gevallen bladeren, vooral onder haagbeuken, hazelaar, beuken of eiken. Hij leeft op kalkrijde zand- of kleinbodems. Vruchtlichamen komen voor van juni tot oktober.

## Kenmerken
Hoed
De hoed heeft een diameter van 3 tot 8 (10) cm. De vorm is conisch convex of plat met een bult. Rand dun en snel naar boven gevouwen, soms golvend of gelobd. Licht vleesachtig oppervlak, enigszins zijdeachtig. De kleur is donkerbruin met wijnrode tint. De kleur is het meest intens in het midden, helderder naar de rand toe.
Lamellen
De lamellen staan bijna vrij. De kleur is geelachtig grijs, vuil roestig of olijfbruin.
Steel
De cilindrisch steel is 5-12 cm hoog en 0,6-2 cm dik alleen iets dikker aan de basis. De kleur is bijna wit onder de hoed, licht mat, naar beneden toe donkerder - van vuilroze tot donkerpaars aan de basis. Deze kleuring komt van de bruinbruine filamenten die het bedekken, en de intensiteit hangt af van hun aantal.
Vlees
Gebroken wit tot vuil kers van kleur, het meest intens gekleurd in de bult en aan de basis van de steel.
Geur
De geur is sterk, zeer onaangenaam zoet tot spermatisch en de smaak is mild.
Sporen
De gladde sporen zijn elliptisch of boonvormig, zonder knobbeltjes en zijn 9,4-13,6 × 6,3-8 µm. Basidia meten 29–40 × 9-12  µm. Cystidia zijn dunwandig met kristallen en hebben vier sterigmata.

## Verspreiding
De wijnrode vezelkop is bekend uit Europa, Noord-Amerika en Azië. In Nederland komt hij vrij algemeen voor. Hij staat op de rode lijst in de categorie 'kwetsbaar'.

## Foto's

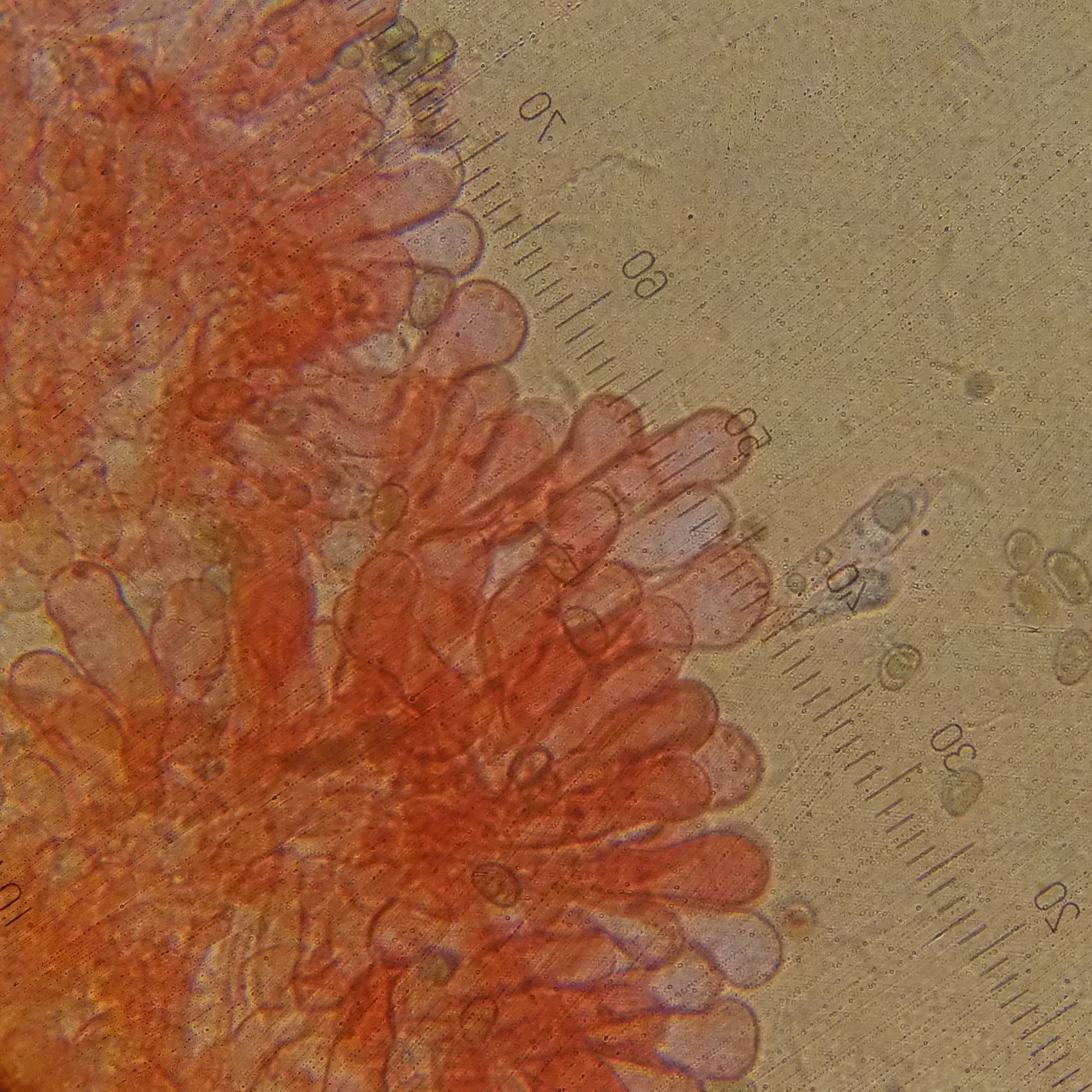
Sporen
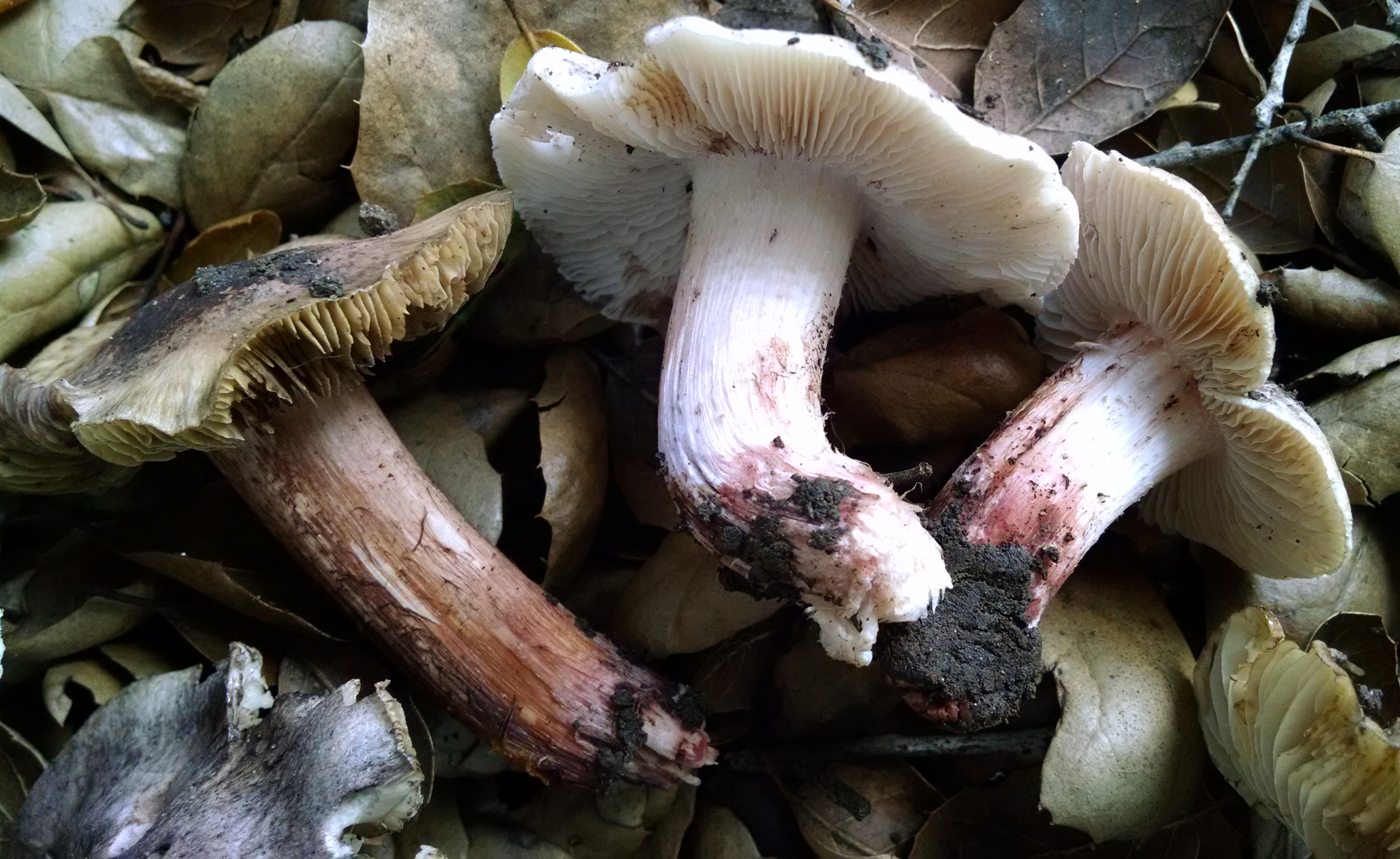
Lamellen